# Neck Deep
Neck Deep est un groupe britannique de pop punk, originaire de Wrexham, dans le pays de Galles. Formé en 2012, il est composé de Ben Barlow au chant, Seb Barlow à la basse, ainsi que Matt West et Sam Bowden, respectivement à la guitare rythmique et guitare solo. Matt Powles rejoint le groupe en 2023 en tant que batteur. Lloyd Roberts, Fil Thorpe-Evans et Dani Washington ont quitté le groupe, respectivement en 2015, 2018 et 2022.
Ils comptent quatre albums : Wishful Thinking en 2014, Life's Not out to Get You en 2015, The Peace and the Panic en 2017 et All Distortions Are Intentional en 2020. Ils ont également à leur actif deux EP : Rain in July paru en 2012 et A History of Bad Decisions en 2013.

## Biographie

### Premiers EP (2012–2013)
Ben Barlow, le chanteur, rencontre Lloyd Roberts, guitariste, dans leur ville natale, Wrexham, grâce à son frère ainé, Seb, lors d'une session d'enregistrement réalisé par ce dernier pour le groupe de hardcore de Roberts, Spires.
Ben Barlow et Lloyd Roberts postent leur première chanson ensemble en ligne le 19 avril 2012 sous le titre What Did You Expect?. Ils choisissent le nom de Neck Deep pour leur duo en référence à la chanson Boom, Roasted du groupe Crucial Dudes. Le morceau gagne vite en popularité et voit ainsi le groupe grandir avec le recrutement du guitariste Matt West, qui jouait également dans le groupe Spires, du batteur Dani Washington, et du bassiste Fil Thorpe-Evans, qui quitte le groupe Climates pour rejoindre Neck Deep. Ils postent un deuxième titre, I Couldn't Wait to Leave 6 Months Ago, le 8 juin. Le 11 juin, ils annoncent avoir signé avec le label américain We Are Triumphant.
Le 11 septembre 2012, leur premier EP, Rain in July, parait. En décembre, ils réalisent leurs premiers concerts au Royaume-Uni avec les groupes With the Punches et Me vs. Hero. En février 2013, ils jouent en premier partie du groupe Hacktivist toujours au Royaume-Uni.
Le 19 février 2013, leur second EP, A History of Bad Decisions, sort. En avril, ils s'offrent des vacances en Floride avec leur manager où ils joueront également deux concerts. Des vidéos des concerts seront mises en ligne et les feront alors repérer par le label Hopeless Records. Le groupe signera avec ces derniers en aout.

### Wishful ThinkingetLife's Not out to Get You(2014–2016)
Le 14 janvier 2014, leur premier album Wishful Thinking sort. Le groupe devient alors professionnel et les membres quittent leur travail respectif pour se concentrer sur le groupe. Ils entament ensuite une tournée en tête d'affiche au Royaume-Uni avec le groupe Roam ainsi que des concerts en premier partie de We Are the in Crowd. En mars, ils réalisent également une tournée en tête d'affiche aux États-Unis avec les groupes Knuckle Puck (en), Light Years et Misguided by Giants. Ils seront présents dans différents festivals européens mais aussi à l'édition 2014 du Vans Warped Tour,. Le 17 juin, le groupe sort la compilation Rain in July / A History of Bad Decisions comprenant leurs deux premiers EP dans une version remixée et remastérisée. En aout, ils reçoivent le Kerrang! Award du nouveau groupe britannique de l'année 2014. En septembre, ils réalisent une tournée en Australie avec State Champs. À l'automne, ils retournent aux États-Unis pour jouer en premier partie du groupe Real Friends avec Cruel Hand et Have Mercy. Début 2015, ils reviennent au Royaume-Uni pour leur tournée intitulée The Intercontinental Championships Tour avec les groupes Knuckle Puck, Seaway et Trophy Eyes. Ils réalisent également quelques dates en Europe, dont notamment leur première date en France, avec les groupes All Time Low et Real Friends. À la fin de l'année 2014, ils entrent en studio pour enregistrer leur deuxième album avec Andrew Wade et Jeremy McKinnon du groupe A Day to Remember.
Le 10 mai 2015, le groupe dévoile le titre Can't Kick Up the Roots en avant première sur la station de radio BBC Radio 1. Ils annoncent également leur deuxième album, Life's Not out to Get You, pour le 14 aout. Le 19 juillet, c'est le titre Gold Steps qui est dévoilé toujours par la BBC Radio 1. En avril 2015, ils participent à la compilation Worship and Tributes du magazine Rock Sound avec leur reprise de Juneau du groupe Funeral for a Friend. En juin, ils participent à nouveau à une compilation, Kerrang!: Ultimate Rock Heroes, cette fois pour le magazine Kerrang! avec une reprise du titre Don't Tell Me It’s Over du groupe blink-182.
Le 22 août 2015, des accusations d'abus de mineures sont faites à l'encontre du guitariste Lloyd Roberts. Il est accusé d'avoir avoir envoyé des photos inappropriées à une mineure. Le jour suivant, il décide de quitter le groupe. Le 13 octobre, il annonce que la police l'a innocenté de toutes les accusations à son encontre, n'ayant rien trouvé pour étayer les allégations portées contre lui. Cependant, il laisse entendre qu'il ne reviendra pas dans le groupe. Le 17 décembre, Sam Bowden, des groupes Climates et Blood Youth, est annoncé comme nouveau guitariste officiel du groupe. En automne, le groupe joue aux États-Unis en première partie du groupe All Time Low pour leur tournée Back to the Future Hearts Tour avec les groupes One Ok Rock et Sleeping with Sirens. À la suite de cette tournée, ils retournent en Angleterre pour une série de concerts en première partie de Bring Me The Horizon et PVRIS.
Le 18 mars 2016, ils sortent un EP comprenant des versions remixées par Mark Hoppus des titres Serpents et Can't Kick Up the Roots. Le 17 juillet, deux nouvelles versions du morceau December paraissent, l'une en duo avec Mark Hoppus et l'autre avec Chris Carrabba. Au printemps 2016, ils joueront avec Creeper et WSTR plusieurs dates en Europe. De septembre à octobre, ils jouent en première partie du groupe Pierce the Veil pour une tournée aux États-Unis avec I Prevail.

### The Peace and the Panic(2016–2018)
Le 27 juin 2016, le groupe commence à écrire son troisième, mais ils ne rentrent en studio qu'en février 2017, notamment à cause de différentes tournées. Le 5 avril, le groupe annonce avoir fini l'album. Le 21 mai sortent les deux premiers singles Where Do We Go When We Go et Happy Judgement Day. Ils feront partie de leur nouvel album The Peace and the Panic prévu pour le 18 août 2017. Les chansons de cet album sont écrites par Sebastian Barlow, le grand frère de Ben et Mike Green qui a également produit l'album. Ben Barlow et Fil Thorpe-Evans ayant perdu chacun leur père en 2016, l'album en fut beaucoup influencé. La chanson 19 Seventy Sumthin rend d'ailleurs hommage à la rencontre des parents de Ben Barlow jusqu'à la mort de son père. On peut aussi retrouvé un duo avec Sam Carter du groupe Architects sur le titre Don't Wait.
Durant l'été 2017, ils seront présents dans différents festivals tel que le Vans Warped Tour, le Slam Dunk Festival ou encore le Reading and Leeds,. À l'automne, le groupe entame une tournée européenne avec les groupes As It Is, Real Friends et Woes au Royaume-Uni et Blood Youth en remplacement de Woes pour le reste de la tournée. En janvier et février 2018, ils retournent en Amérique du Nord avec Seaway, Creeper et Speak Low If You Speak Love. Toujours aux États-Unis, ils réalisent une tournée en tête d'affiche en octobre avec les groupes Trophy Eyes, Stand Atlantic, WSTR et Gardenside. Le 1er août, ils sortent un EP comprenant des versions différentes du titre In Bloom. Le 4 septembre 2018, le bassiste, Fil Thorpe-Evans, annonce son départ du groupe pour se concentrer sur sa carrière de producteur. En novembre 2018, on peut les retrouver sur la compilation Songs That Saved My Life avec leur reprise du titre Torn.

### All Distortions Are Intentional(2019–2022)
Le 27 juin 2019, le groupe sort le single She's a God avec leur nouveau bassiste Joshua Halling, qui était avant le photographe de tournée du groupe. Durant l'été, ils feront les premières parties de la tournée de Blink-182 et Lil Wayne.
En février 2020, Seb Barlow, le frère de Ben, rejoint officiellement le groupe en tant que bassiste, Joshua Halling reprenant son poste de photographe. Ce dernier enregistrera cependant toutes les parties basses du quatrième album. Le groupe annonce ainsi son nouvel album All Distortions Are Intentional pour le 24 juillet.
Le 10 mai 2022, le batteur Dani Washington annonce son départ du groupe et sera remplacé par Matt Powles, déjà présent sur les tournées du groupe en tant que technicien. Le 25 mai de la même année, ils dévoilent le titre STFU.

### Album éponyme (depuis 2023)
En 2023, le groupe sort trois nouveaux titres, Heartbreak of the Century, Take Me With You et It Won't Be Like this Forever, respectivement les 15 février, 9 août et 27 septembre. Le 28 septembre 2023, ils annoncent leur nouvel album au titre éponyme pour le 19 janvier 2024 avec le label Hopeless Records. Ce dernier sera produit par le nouveau bassiste du groupe Seb Barlow.

## Membres

### Membres actuels
- Ben Barlow – chant (depuis 2012)
- Matt West – guitare (depuis 2012)
- Sam Bowden – guitare, chœurs (depuis 2015)
- Seb Barlow – basse, chœurs (depuis 2020)
- Matt Powles – batterie (depuis 2022)

### Anciens membres
- Lloyd Roberts – guitare, chœurs (2012–2015)
- Fil Thorpe-Evans – basse, chœurs (2012–2018)
- Joshua Halling – basse (2019)
- Dani Washington – batterie (2012–2022)

## Discographie

### Albums studio
- 2014 : Wishful Thinking
- 2015 : Life's Not out to Get You
- 2017 : The Peace and the Panic
- 2020 : All Distortions Are Intentional
- 2024 : Neck Deep

### EP
- 2012 : Rain in July
- 2013 : A History of Bad Decisions